# Pietro Antonio Colazzo
Pietro Antonio Colazzo (Galatina, 1962 – Kabul, 26 febbraio 2010) è stato un militare e agente segreto italiano. Morì a Kabul durante una serie di attentati omicidi. È uno dei quattro membri dei servizi di informazione della Repubblica Italiana morto in missione.

## Biografia
Nasce a Galatina, provincia di Lecce, nel 1962 e si diploma al locale liceo classico. Successivamente si sposta a Torino, dove si laurea in lingua e letteratura orientale, divenendo profondo conoscitore dell'arabo. Entra nel Servizio Segreto, inizialmente il SISMI, poi rinominato AISE, grazie alla sua conoscenza delle lingue orientali, in particolare del Dari, un dialetto parlato in Afghanistan (variante del Farsi). Muore durante una serie di attentati suicidi a Kabul, durante la missione italiana in Afghanistan.

## Morte
Il giorno 26 febbraio del 2010 Colazzo si trovava a Kabul, quando avvennero una serie di attentati suicidi con esplosivi all'interno di alcuni centri commerciali. Dopo le iniziali esplosioni, il commando di cui fanno parte gli attentatori suicidi irrompe all'interno di tre alberghi, sparando sulle persone presenti. Colazzo resosi conto della situazione aiutò la polizia afgana a reagire all'attentato ma venne ferito mortalmente da uno degli attentatori. Le quattro persone che in quel momento si trovavano con lui riuscirono a salvarsi.

## Onorificenze
Pochi mesi dopo la sua morte, nel mese di giugno 2010, il Presidente della Repubblica Giorgio Napolitano gli conferì la Croce d'Onore (alla memoria), in ricordo del servizio reso nella lotta al terrorismo. Nel 2023 il suo Comune di nascita, Galatina, ha intitolato la nuova sede degli uffici comunali al suo nome.